# Chhatarpur (district)
Chhatarpur is een district van de Indiase staat Madhya Pradesh. Het district telt 1.474.633 inwoners (2001) en heeft een oppervlakte van 8687 km².
Hoofdstad: Bhopal
Districten: